# Antonio Maria Gallo
Antonio Maria Gallo, även Galli, född 18 oktober 1553 i Osimo, död 30 mars 1620 i Rom, var en italiensk kardinal och biskop.

## Biografi
Antonio Maria Gallo var son till Pierstefano Gallo och Cleofe Massi. I Rom blev Gallo privatsekreterare åt kardinal Felice Peretti Montalto, sedermera påve Sixtus V.
I november 1586 utnämndes Gallo till biskop av Perugia och biskopsvigdes samma månad av kardinal Giovanni Battista Castrucci i Sixtinska kapellet.
Senare i november 1586 upphöjde påve Sixtus V Gallo till kardinalpräst med Sant'Agnese in Agone som titelkyrka. År 1591 överfördes Gallo till biskopsstolen i Osimo. År 1600 blev han kardinalpräst med Santa Prassede som titelkyrka.
I juni 1605 installerades Gallo som kardinalbiskop av Frascati. Han avslutade sitt kardinalskap som av kardinalbiskop av Ostria e Velletri 1615–1620.
Kardinal Gallo avled i Rom år 1620 och är begravd i Santa Maria in Aracoeli.

## Konklaver
| Konklav                     | Vald till påve                                        |
| --------------------------- | ----------------------------------------------------- |
| 7 – 15 september 1590       | Urban VII (Giovanni Battista Castagna)                |
| 8 oktober – 5 december 1590 | Gregorius XIV (Niccolò Sfondrati)                     |
| 27 – 29 oktober 1591        | Innocentius IX (Giovanni Antonio Facchinetti de Nuce) |
| 10 – 30 januari 1592        | Clemens VIII (Ippolito Aldobrandini)                  |
| 14 mars – 1 april 1605      | Leo XI (Alessandro Ottaviano de' Medici)              |
| 8 – 29 maj 1605             | Paulus V (Camillo Borghese)                           |

## Bilder

Kardinal Gallos titelkyrkor
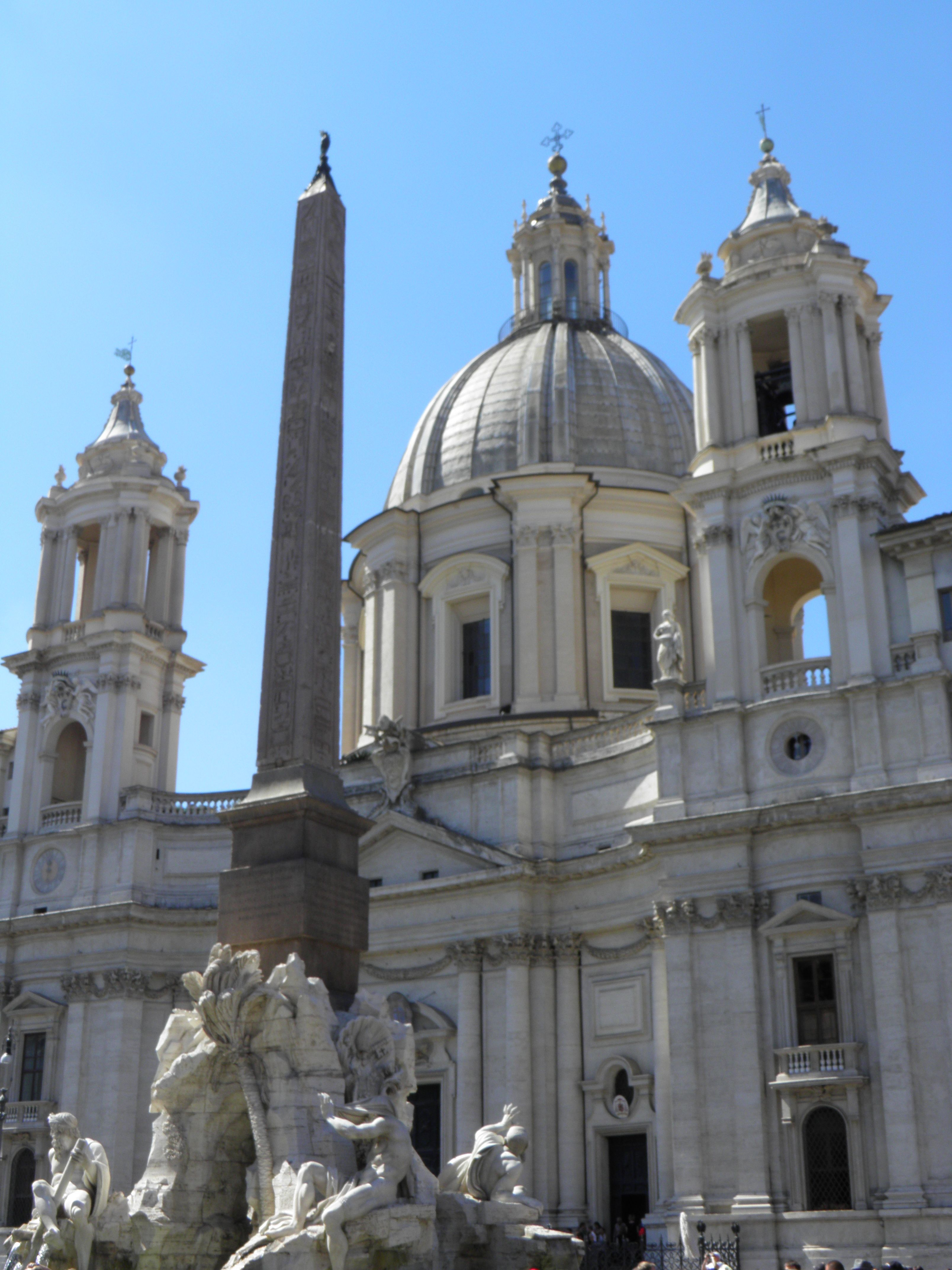
Sant'Agnese in Agone.
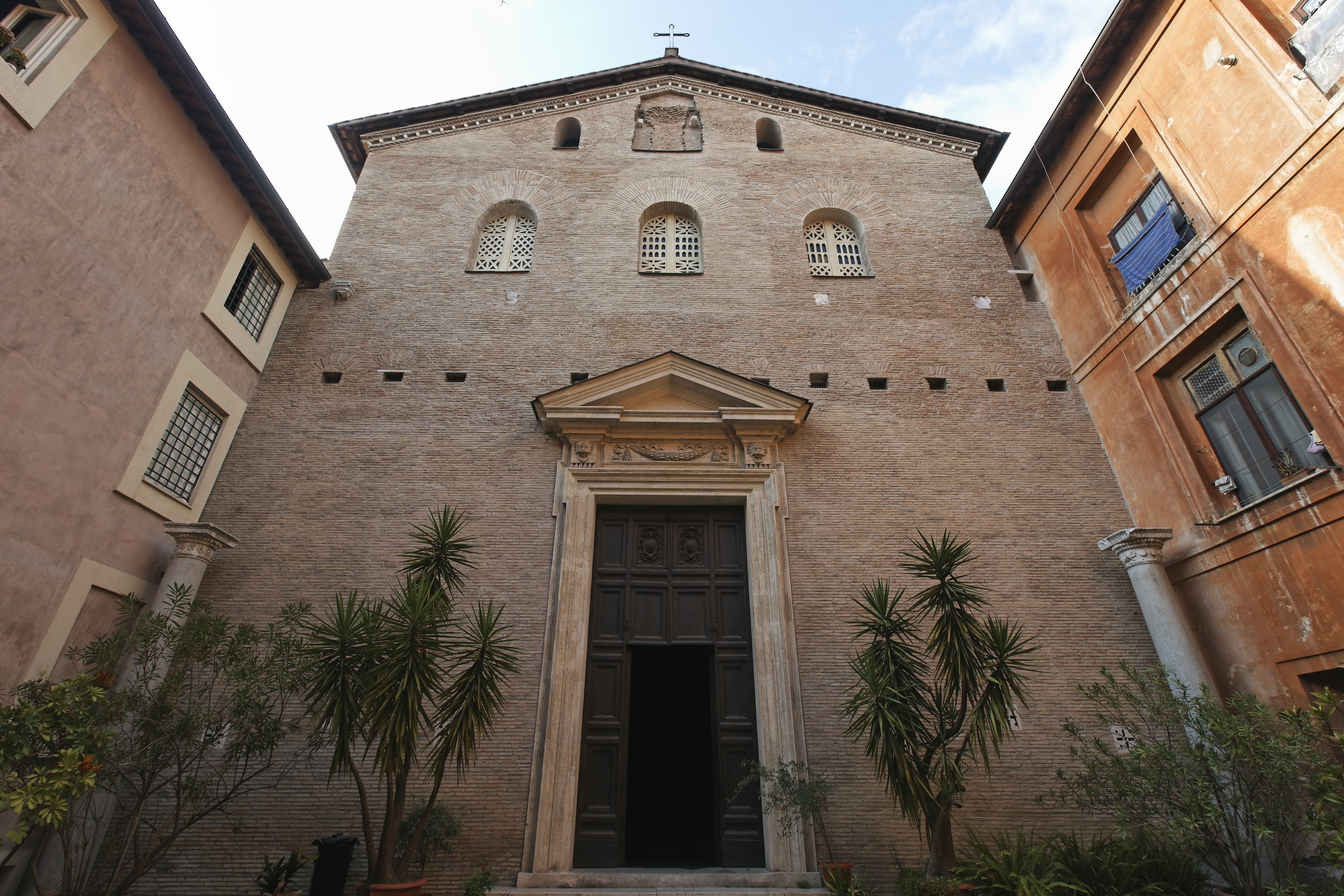
Santa Prassede.